# Міста Закарпатської області

Закарпатська область на карті України

До складу Закарпатської області входять 11 міст. Найбільшим за населенням є Ужгород з населенням у 115 449 осіб за даними Державної служби статистики України від 1 січня 2022 року.
Отримати статус міста в України мають право населені пункти, які мають населення понад 10 000 осіб. Цей статус мають чимало міст, які не задовольняють цій вимозі, виходячи з їхнього історичного, економічного або географічного значення. До міської території часто входять прилеглі поселення, які становлять з ним єдину соціальну, економічну та історичну спільність.
У списку показані міста та містечка Закарпатської області, офіційні назви українською мовою, їхня площа, населення (за даними перепису 2001 року й інформації Державної служби статистики України від 1 січня 2022 року), географічні координати адміністративних центрів, мовний склад (зазначені мови, що становлять понад 1% від населення громади за даними Всеукраїнського перепису населення 2001 року), положення на карті області.
Міста України могли мати обласне та районне значення і до адміністративно-територіальної реформи 2020 року в області налічувалося 5 міст обласного значення: Ужгород, Мукачево, Хуст, Берегове, Чоп. Районного значення 6 міст: Виноградів, Іршава, Перечин, Рахів, Свалява та Тячів. Внаслідок адміністративно-територіальної реформи 2020 року усі міста в Україні (в тому числі і обласні центри, і міста обласного значення) включені до складу районів.

## Список міст
| Назва      | Зображення | Площа (км²) | Населення (за роками перепису та державної статистики) | Населення (за роками перепису та державної статистики) | Рідна мова (2001)                                                                          | Карта                                                                              |
| Назва      | Зображення | Площа (км²) | 2001                                                   | 2022                                                   | Рідна мова (2001)                                                                          | Карта                                                                              |
| ---------- | ---------- | ----------- | ------------------------------------------------------ | ------------------------------------------------------ | ------------------------------------------------------------------------------------------ | ---------------------------------------------------------------------------------- |
| Берегове   |            | 19          | 26 735                                                 | 23 325                                                 | українська — 37,29% російська — 6,38% угорська — 55,87%                                    | 48°12′09″ пн. ш. 22°38′15″ сх. д. / 48.20250° пн. ш. 22.63750° сх. д. · Берегове   |
| Виноградів |            | 32,09       | 25 760                                                 | 25 317                                                 | українська — 82,13% російська — 3,82% угорська — 13,54%                                    | 48°08′59″ пн. ш. 23°01′30″ сх. д. / 48.14972° пн. ш. 23.02500° сх. д. · Виноградів |
| Іршава     |            | 15,80       | 9 515                                                  | 9 163                                                  | українська — 97,93% російська — 1,38%                                                      | 48°19′02″ пн. ш. 23°02′15″ сх. д. / 48.31722° пн. ш. 23.03750° сх. д. · Іршава     |
| Мукачево   |            | 27          | 82 346                                                 | 85 569                                                 | українська — 77,63% російська — 10,72% німецька — 1,12% угорська — 9,64% русинська — 2,02% | 48°26′59″ пн. ш. 22°42′49″ сх. д. / 48.44972° пн. ш. 22.71361° сх. д. · Мукачево   |
| Перечин    |            | 7,45        | 7 083                                                  | 6 477                                                  | українська — 94,64% російська — 3,40%                                                      | 48°44′25″ пн. ш. 22°28′22″ сх. д. / 48.74028° пн. ш. 22.47278° сх. д. · Перечин    |
| Рахів      |            | 5,68        | 15 241                                                 | 15 536                                                 | українська — 92,08% російська — 2,28% угорська — 4,80%                                     | 48°03′00″ пн. ш. 24°12′00″ сх. д. / 48.05000° пн. ш. 24.20000° сх. д. · Рахів      |
| Свалява    |            | 12,584      | 17 145                                                 | 17 068                                                 | українська — 94,50% російська — 3,23% угорська — 1,44%                                     | 48°32′50″ пн. ш. 22°59′11″ сх. д. / 48.54722° пн. ш. 22.98639° сх. д. · Свалява    |
| Тячів      |            | 27          | 9 786                                                  | 8 887                                                  | українська — 73,50% російська — 2,77% угорська — 22,62%                                    | 48°00′58″ пн. ш. 23°34′19″ сх. д. / 48.01611° пн. ш. 23.57194° сх. д. · Тячів      |
| Ужгород    |            | 60          | 117 317                                                | 115 449                                                | українська — 77,55% російська — 12,40% угорська — 7,03%                                    | 48°37′26″ пн. ш. 22°17′42″ сх. д. / 48.62389° пн. ш. 22.29500° сх. д. · Ужгород    |
| Хуст       |            | 8           | 29 080                                                 | 28 039                                                 | українська — 90,22% російська — 4,09% угорська — 4,75%                                     | 48°10′27″ пн. ш. 23°17′23″ сх. д. / 48.17417° пн. ш. 23.28972° сх. д. · Хуст       |
| Чоп        |            | 6,19        | 8 919                                                  | 8 626                                                  | українська — 46,32% російська — 11,60% угорська — 41,52%                                   | 48°25′51″ пн. ш. 22°12′43″ сх. д. / 48.43083° пн. ш. 22.21194° сх. д. · Чоп        |